# Arques (fleuve)
Pour les articles homonymes, voir Arques.
L'Arques est un fleuve côtier du nord de la France se jetant dans la Manche à Dieppe ; son cours réduit de 6 km est entièrement sis en Normandie dans le département de la Seine-Maritime. L’Arques présente la particularité d’être l’exutoire de trois rivières drainant la partie orientale du Pays de Caux et le nord du Pays de Bray, étant ainsi à la tête d’un réseau hydrographique dendritique très caractéristique, dont le bassin versant, peu peuplé à l'exception de la région dieppoise, dépasse les 1 000 km2 de superficie.

## Étymologie
Le nom du cours d'eau fut donné, à une date indéterminée du Moyen Âge, en référence à un pont à trois arches l'enjambant : le mot arque est la forme normanno-picarde équivalente au français arche.

## Géographie
Le cours de l’Arques commence sur le territoire de la commune d’Arques-la-Bataille avec la confluence de trois rivières - l'Eaulne (46 km), la Béthune (61 km) et la Varenne (40 km) – nées dans le pays de Bray. Le fleuve prend alors une direction nord-ouest longeant la zone industrielle de Rouxmesnil-Bouteilles, puis, canalisé, pénètre dans l'espace portuaire de Dieppe, suit parallèlement le bassin de Paris avant de se jeter dans le bassin du Canada. Il faut cependant noter que pour le service d'administration nationale des données et référentiels sur l’eau (SANDRE), l'Arques est un fleuve côtier, long de 67 km, incluant le cours de la Béthune. Les cartes de géographie, tout comme les populations locales, ne reconnaissent pas cette démarche.
« Véritable manche d’un trident formé par l’Eaulne, la Béthune et la Varenne » comme le rappelle Pierre-Jean Thumerelle, l’Arques bénéficie d’un bassin versant de 1 050 km2 qui lui procure un débit annuel moyen de 10,2 m3/s à son exutoire (données de l’Association régionale de l’environnement en Haute-Normandie ou AREHN). Avec cette superficie, ses 153 km de cours d'eau cumulés (un linéaire total de 305 km si l'on tient compte des sous-affluents), le bassin de l'Arques représente le plus important système hydrographique du littoral de la Manche entre les estuaires de la Seine et de la Somme et supporte une population de 75 000 habitants (soit une densité de 71, bien inférieure à celle du département de Seine-Maritime qui est de 198). 

## Hydrologie
Dans le cadre d’un régime pluvial océanique, le débit connaît des variations annuelles limitées mais le cours d’eau peut exceptionnellement, après de violentes pluies orageuses, sortir de son lit et provoquer des inondations.

## Histoire de la vallée

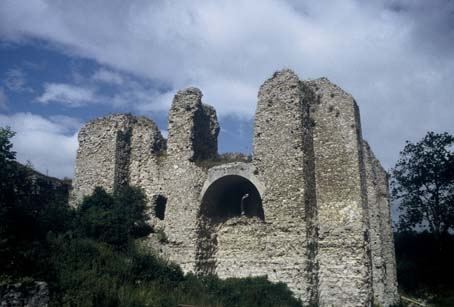
Extérieur du château d'Arques-la-Bataille.

L’histoire de l'Arques est tout aussi récente que sa géographie et ne remonte qu’au XIe siècle. En effet, jusqu’à cette date, l'Eaulne, la Béthune et la Varenne, se réunissaient sur le territoire de l’actuelle ville d’Arques-la-Bataille pour former un large estuaire. Ce dernier était fréquenté par des pêcheurs locaux ou des marins de passage qui y trouvaient un mouillage sûr.
Formé sur le modèle des estuaires picards d’un poulier (partie de la côte d'un estuaire qui tend à avancer en une pointe de galets plus ou moins recourbée, sous l'effet de l'accumulation par les courants littoraux) et d’un musoir (partie de la côte d'un estuaire qui tend à être rongée à biseau par l'érosion marine, l’embouchure commença à se combler, une flèche littorale (le poulier) constituée de galets barrant l’extrémité de la vallée. C’est sur cette avancée que les Normands, présents en ces lieux depuis le début du Xe siècle, décidèrent de fonder un port qu’ils nommèrent Dieppe en référence à cet estuaire (deep signifiant profond en anglo-saxon). Sur les terres humides bordant l’estuaire encadré de coteaux hauts d’une centaine de mètres, des marais salants furent exploités durant le Moyen Âge et alimentaient en sel presque toute la Normandie au XIIIe siècle.
La vallée de l'Arques vit se dérouler, en septembre 1589, la bataille d'Arques durant laquelle Henri IV défit les troupes de la Ligue commandées par Charles de Mayenne au pied du château éponyme.

## Écologie et qualité de l’eau

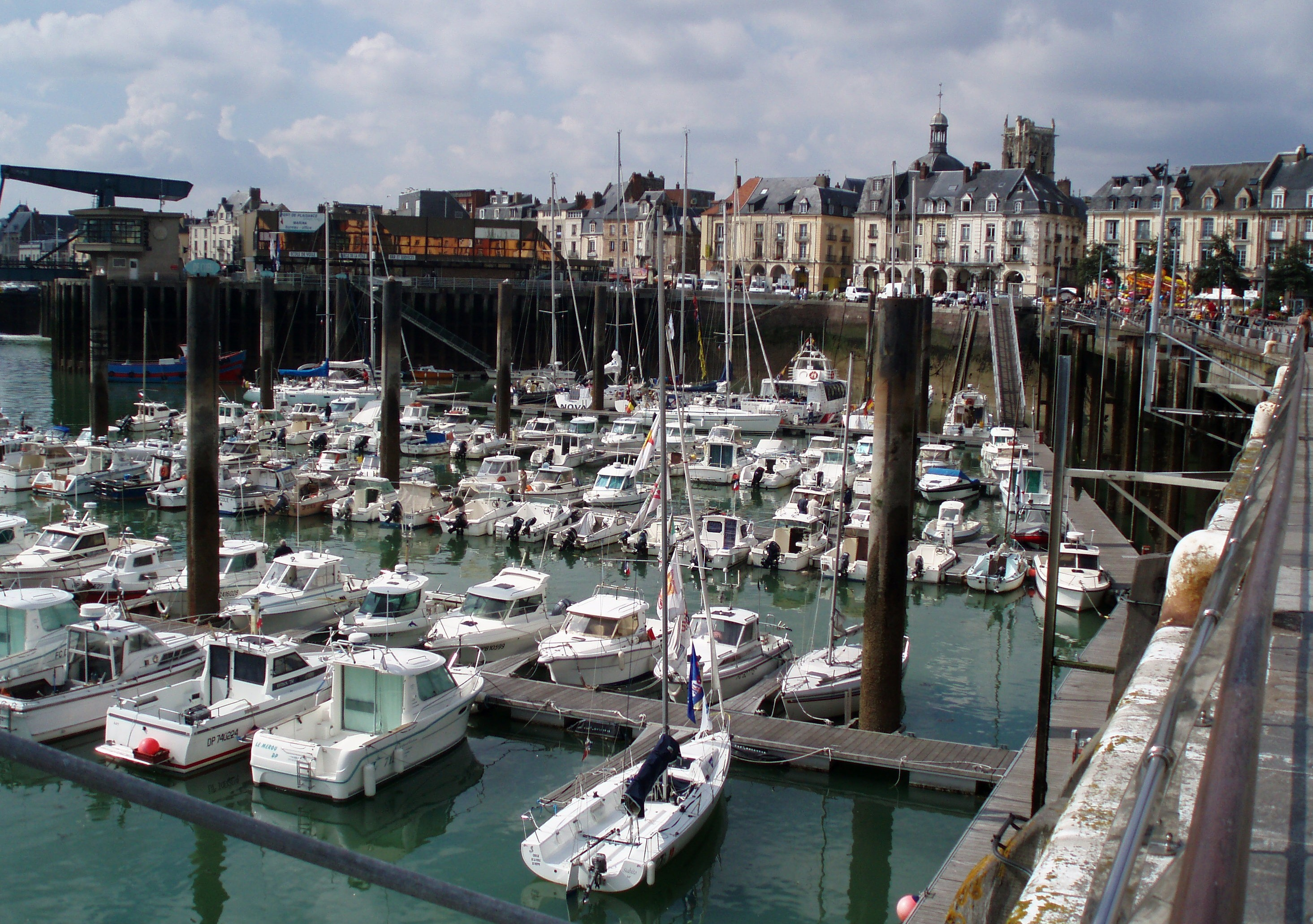
Port de Dieppe.

L’Arques coule au milieu d’une vallée fortement urbanisée et industrialisée mais les paysages de la première partie de son cours sont encore ceux de prairies consacrées à l’élevage et de nombreux étangs.
En dépit de conditions a priori peu favorables, le fleuve possède une ichtyofaune assez riche caractérisée par la présence de poissons migrateurs tels que la truite de mer (deuxième cours d’eau de Haute-Normandie après la Bresle pour leur nombre) et le saumon ; on peut également y rencontrer d’autres espèces comme l’anguille et la truite fario. Une Association pour la pêche et la protection du milieu aquatique ou AAPMA, la Gaule Arquoise fondée en 1938, propose des parcours de pêche dans la vallée. L’Arques est aussi marquée par la présence de quelques indésirables ; la prolifération de rats musqués et de ragondins compromet en effet la stabilité des berges et met en péril certains ouvrages de protection. Des campagnes de piégeage sont organisées pour réguler le nombre de ces animaux occasionnant de graves dégâts.
La qualité de l’eau de l’Arques est loin d’être satisfaisante, tout particulièrement dans la dernière partie de son cours. Le fleuve, drain des trois rivières qui le forment, victime, dès Arques-la-Bataille, d’une pollution agricole diffuse (produits phytosanitaires, engrais), reçoit ensuite les effluents industriels des usines Nestlé (toutefois équipée d’une station d’épuration spécifique) et Saipol-Comexol ainsi que les eaux pluviales de l’agglomération dieppoise dont certaines contiennent des hydrocarbures, des métaux lourds et des matières organiques. Même si la qualité écologique de l’Arques s’est améliorée depuis 1996, les études récentes montrent la persistance d’une pollution chronique issue de rejets directs d’eaux usées domestiques.